# Rezerwat przyrody Popławy
Rezerwat przyrody Popławy – leśny rezerwat przyrody położony w gminie Obryte, w pobliżu dzielnicy Pułtuska – Popławy (gm. Pułtusk), na terenie nadleśnictwa Pułtusk.
Od zachodu graniczy z gruntami wsi Grabówiec w leśnictwie Grabówiec. Usytuowany jest we wschodniej części największego kompleksu w nadleśnictwie – uroczyska Popławy.
Został utworzony w roku 1977 i zajmuje powierzchnię 6,28 ha.
Obejmuje fragment typowego boru sosnowego z ponad 180-letnimi drzewostanami sosnowymi, z dobrze wykształconym i charakterystycznym runem. Miejscami występuje tu bór mieszany z dużym udziałem dębu. Spośród wielu gatunków roślin typowych dla borów mieszanych, licznie spotykane są takie jak: widłaki, konwalia majowa, borówka czarna, borówka brusznica.
Spośród chronionych gatunków zwierząt występują m.in.: puszczyk, orzechówka, sójka, jaszczurka zwinka, zaskroniec, padalec, żmija zygzakowata oraz ropucha zwyczajna i zielona.